# Chemistry of Heterocyclic Compounds
Chemistry of Heterocyclic Compounds/Химия гетероциклических соединений (Chimija gietierocykliczeskich sojedinienij) – łotewskie czasopismo naukowe zawierające artykuły dotyczące badań z obszaru chemii związków heterocyklicznych. Wydawane jest od 1965 roku przez Latvijas Organiskās sintēzes institūts w języku angielskim (na platformie SpringerLink wydawnictwa Springer Nature) i rosyjskim. Jest indeksowane m.in. przez bazę Scopus i JCR. Impact factor za 2023 r. wyniósł 1,4.
Redaktorem naczelnym jest prof. Dmytro Wołoczniuk.